# Antichrist Superstar
 (juin 2012).
Si vous disposez d'ouvrages ou d'articles de référence ou si vous connaissez des sites web de qualité traitant du thème abordé ici, merci de compléter l'article en donnant les références utiles à sa vérifiabilité et en les liant à la section « Notes et références ».
Albums de Marilyn Manson
Smells Like Children
(1995) Mechanical Animals
(1998)
Antichrist Superstar est le deuxième album studio de Marilyn Manson sorti en 1996. C'est cet album qui l'a rendu célèbre. Sa sortie a conduit à de nombreuses protestations en raison de l'anti-christianisme du groupe. Il a été produit par Trent Reznor, le frontman de Nine Inch Nails. L'album s'est vendu à 7,5 millions d'exemplaires dans le monde entier jusqu'en 2008.

## Liste des titres
L'album est divisé en trois parties, appelées des « cycles » (bien que tous sur un CD)

### Cycle I - The Heirophant
Toutes les paroles sont écrites par Marilyn Manson, sauf piste 1 par Manson et Twiggy Ramirez.
| No | Titre                                | Musique                             | Durée |
| -- | ------------------------------------ | ----------------------------------- | ----- |
| 1. | Irresponsible Hate Anthem            | Daisy Berkowitz, Madonna Wayne Gacy | 4:18  |
| 2. | The Beautiful People                 | Twiggy Ramirez                      | 3:40  |
| 3. | Dried Up, Tied and Dead to the World | Twiggy Ramirez, Marilyn Manson      | 4:16  |
| 4. | Tourniquet                           | Twiggy Ramirez, Daisy Berkowitz     | 4:30  |

### Cycle II - Inauguration of the Worm
| No  | Titre                        | Musique                                            | Durée |
| --- | ---------------------------- | -------------------------------------------------- | ----- |
| 5.  | Little Horn                  | Twiggy Ramirez, Trent Reznor                       | 2:44  |
| 6.  | Cryptorchid                  | Madonna Wayne Gacy                                 | 2:44  |
| 7.  | Deformography                | Twiggy Ramirez, Trent Reznor                       | 4:32  |
| 8.  | Wormboy                      | Twiggy Ramirez, Daisy Berkowitz                    | 3:56  |
| 9.  | Mister Superstar             | Twiggy Ramirez                                     | 5:04  |
| 10. | Angel With the Scabbed Wings | Twiggy Ramirez, Madonna Wayne Gacy, Marilyn Manson | 3:52  |
| 11. | Kinderfeld                   | Twiggy Ramirez, Madonna Wayne Gacy                 | 4:52  |

### Cycle III - Disintegrator Rising
| No     | Titre                                                           | Musique                                               | Durée |
| ------ | --------------------------------------------------------------- | ----------------------------------------------------- | ----- |
| 12.    | Antichrist Superstar                                            | Twiggy Ramirez, Madonna Wayne Gacy                    | 5:14  |
| 13.    | 1996                                                            | Twiggy Ramirez                                        | 4:01  |
| 14.    | Minute of Decay                                                 | Marilyn Manson                                        | 4:44  |
| 15.    | The Reflecting God                                              | Twiggy Ramirez, Trent Reznor                          | 5:36  |
| 16.    | Man That You Fear                                               | Twiggy Ramirez, Madonna Wayne Gacy, Berkowitz, Manson | 6:10  |
| 17-98. | (suivi de 83 pistes silencieuses, chacune de quelques secondes) |                                                       |       |
| 99.    | Empty Sounds of Hate (Track 99) (piste cachée)                  | Twiggy Ramirez, Madonna Wayne Gacy                    | 1:39  |

## Les symboles
Comme c'est le cas avec la plupart des albums de Manson, Antichrist Superstar comporte de nombreux symboles et de messages cachés, tout en décrivant comment le ver (l'ignorant) naît puis devient un homme et enfin un surhomme (comme celui décrit par Nietzsche), incarné par la figure biblique de l'Antéchrist, qui ayant atteint la divinité doit mourir et renaître.

### Cycle I - The Heirophant
Le Heirophant est la 5e carte d’un jeu de tarot et symbolise à la fois la prédiction de l'avenir, l'interprète et l'avocat. Manson annonce l'arrivée de l'Antichrist, tout en étant son propre avocat.

#### Irresponsible Hate Anthem
Bien que l'album soit sorti en 1996, le livret indique que ce titre est un live joué le 14 février 1997 (la St Valentin, donc). Toutes les paroles ne sont pas écrites dans le livret, notamment le "When you are suffering, know that I have betrayed you" (Quand tu souffres, sache que je t'ai trahi) et le "May all the children sing : we hate love, we love hate" ("Que tous les enfants chantent: Nous haïssons l'amour, nous aimons la haine") au début de la chanson, et le "America cannot see anything (3 fois)... History was written by the winners" (L'Amérique ne peut rien voir... L'histoire a été écrite par les vainqueurs) vers la fin. Manson annonce l'arrivée de l'Antichrist.

#### The Beautiful People
Brian Warner est né, il observe le monde. Il observe la domination des forts sur les faibles, comment la vision de la beauté est contrôlée par les plus forts (médias...). Ce qui est fort est beau, ce qui est faible est laid, mais les forts ne doivent leur domination morale et culturelle qu'à la faiblesse et au masochisme des masses.

#### Dried Up, Tied And Dead To The World
All dried up and tied up forever... Manson se compare en quelque sorte ici avec Jésus-Christ et affirme être un martyr. Les chrétiens sont en train de recommencer la même erreur avec lui. Cette chanson est aussi en quelque sorte l'allégorie de sa mère, avec un caractère très autobiographique, accompagnée d'une critique générale de la superficialité comme fuite de soi.

#### Tourniquet
Au début de la chanson, Manson murmure quelque chose. D'après son autobiographie, il murmure à l'envers « This is my lowest point of vulnerabillity ». Manson est ici vulnérable, il parle d'amour et essaye de créer une créature innocente pour pouvoir l'aimer. Face à la cruauté du monde public, leur relation apparaît dans toute sa vanité illusoire et morbide, que Manson tente désespérément de préserver et de masquer. D'où le titre de la chanson (« garrot » en français) évoquant une solution de fortune contre un danger inévitable.

### Cycle II - Inauguration of the Worm
Le passage fait référence au ver et au surhomme de Nietzsche. Brian, en rejetant l'influence aliénante de ses proches et de la société, est devenu Marilyn Manson. Ce cycle raconte le passage du ver à l'homme, pour ensuite devenir un surhomme.

#### Little Horn
Le temps est venu pour le ver de devenir un véritable homme. Directement basée sur un rêve apocalyptique, comme la plupart de l'album, la chanson prédit, quoique de façon encore naïve, le triomphe blasphématoire de l'antéchrist superstar. Le Ver devient donc Little Horn dans l'espoir d'inciter les hommes à s'autodéterminer.

#### Cryptorchid
I wish I had balls, Brian est maintenant adulte. Le ver obtient ses ailes. Il est maintenant puissant (d'où la mention du chiffre 7 qui est le chiffre de la puissance) et peut prendre des décisions tout seul, sans être une victime de l'autorité parentale et sociale.

#### Deformography
Manson est devenu une star et parle ici aux fans. Il affirme que devenir star est dur, mais possible, mais qu'il est inutile d'essayer de le copier étant donné qu'il est unique.

#### Wormboy
Le chanteur n'a plus peur des péchés car il croit que Dieu n'existe pas. Il pousse ses fans à faire de même. Il faut profiter de l'instant présent sans se soucier de ce qui va se passer après la vie.

#### Mister Superstar
Un passage entier n'est pas mentionné dans le livret : I wish I was dead, I wish I was dead - Kill yourself on TV, I wish you'd kill yourself on TV, Will you kill yourself on TV - We'd like to see you dead, We'd like to see you dead (Je voudrais être mort, je voudrais être mort - Tue toi à la télé, j'espère que tu te tueras à la télé, te tueras-tu à la télé - Nous voulons te voir mort, nous voulons te voir mort). Le passage Hey, Mr Superstar, I'll kill myself for you. Hey, Mr Superstar, I'll kill you if I can't have you (Hey, Mr Superstar, je me tuerai pour toi. Hey, Mr Superstar, je te tuerais si je ne peux pas t'avoir) a été rajouté à la suite d'une lettre de fan. Manson est maintenant mondialement connu (d'où l'image de la télé), mais plonge dans une profonde déception. Les fans n'aiment pas sa personnalité mais sa propre image. Manson est devenu prisonnier de son image. Il est désespéré.

#### Angel With The Scabbed Wings
L'ange mentionné n'est rien d'autre que Manson, l'ange déchu (possible allusion à Samaël). Il a été corrompu par la société et affirme qu'il peut choquer les autres (en l'occurrence les fans), se conformant ainsi à l'image décadente et sulfureuse mais artificielle (l'épouvantail) de multiples rock stars avant lui.

#### Kinderfeld
Le titre de la chanson signifie en allemand le champ de batailles des enfants. La chanson devient plus calme et plus morbide, c'est en quelque sorte une pause dans l'album. L'ange profite de revenir à son enfance. 3 personnages sont ici présents, le ver (Brian), le destructeur (Manson) et son grand-père, Jack Warner. Manson montre la personnalité étrange de son grand-père et la relation abusive qu'il a entretenu avec lui, et comment la répression de la curiosité et la culpabilisation forcée ont fait de lui un nouveau personnage amer et haineux: le destructeur (disintegrator).

### Cycle III - Disintegrator Rising
Le désintégrateur... L'ange détruit tout sur son passage.

#### Antichrist Superstar
L'étape finale de la transformation, poussé à bout par ses "fans" et le monde, dégoûté par leur superficialité, Manson est devenu l'antéchrist superstar. C'est l'image du surhomme dans son aspect le plus terrible, voire inaccompli car toujours nihiliste: Nietzsche l'a prédit, l'Amérique l'a créé, Marilyn Manson l'est devenu. Il y a encore des paroles cachées dans cette chanson, les mêmes que dans Irresponsable Hate Anthem (When you are suffering, know that I have betrayed you)

#### 1996
L'antéchrist expose sa haine envers la société. Il devient l'anti-tout comme le montrent les paroles de la chanson. Il nous déteste pour l'avoir transformé en ce dont il a horreur. La haine de l'antéchrist est tellement grande qu'il  se contredit lui-même (Anti-song and Anti-me). Il est tout simplement agacé par son existence (I don't deserve a chance to be).

#### The Minute of Decay
L'ange craque. Parfaitement seul, il pense que son combat est inutile. C'est la chanson la plus dépressive de l'album. The minute that it's born, it begins to die, finalement l'ange se rend compte qu'il est voué à la mort.
Lors du premier enregistrement Manson aurait versé toutes les larmes de son corps, comme à la fin de la chanson lorsqu'il déclare: "I'd love to live this lie", et le producteur (Trent Reznor) lui a dit "T'en fais trop là !" Manson s'est vexé, l'a insulté et a recommencé sa prise...

#### The Reflecting God
You'll understand when I'm dead (référence à Nietzsche), l'ange est incompris et défie son public de le tuer. Manson aborde ici le thème du culte des victimes médiatisées qu'il développera dans Holy Wood (In the Shadow of the Valley of Death), suggérant qu'une mort violente et spectaculaire le sanctifierait et anéantirait le monde qui l'adulait. Il s'agit en fait d'une référence à l'ascension mystique qui ne peut que s'accomplir après la mort de l'ego et de l'univers qui le définit et l'emprisonne. Le symbolisme apparent est donc inversé.

#### Man That You Fear
C'est la mort de l'antéchrist superstar. Manson condamne l'Église chrétienne pour l'avoir créé, et ses suivants pour avoir encouragé sa folie. Il se compare à un prophète trahi par les siens, qui doit mourir pour accomplir sa mission. En effet, dans le clip de la chanson, Manson se fera lapider par sa famille et ses amis. Il y a encore une fois des paroles cachées, When all of your wishes are granted, many of your dreams will be destroyed (Lorsque tous tes vœux sont accordés, la plupart de tes rêves seront détruits) qu'on entend plusieurs fois à la fin de la chanson.

#### Piste 17 à 98
Profond silence. Peut-être quelques minutes de silence pour la mort de l'antéchrist.

#### #99
À la fin de la chanson, on retrouve le "When you are suffering, know that I have betrayed you" du début de l'album. À la manière de l'ouroboros, le cd est sans fin car le début de la piste 1 est la fin de la piste 99. Cela annonce le retour de l'antéchrist. Manson doit faire face à l'épreuve de l'éternel retour. Dans ce morceau, une voix est pleine d’interférences et l'autre est très claire et ressemble à celle de Manson, c'est donc l'antéchrist qui parle avec quelqu'un...

## Personnel
Credits adaptés à partir des notes d' Antichrist Superstar.
Marilyn Manson
- Marilyn Manson – chant, acoustique, basse et guitare électrique, flute de pan, production
- Daisy Berkowitz – guitare solo et rythmique
- Twiggy Ramirez – guitare solo et rythmique, guitar acoustique, basse
- Madonna Wayne Gacy – claviers, loops, sampler 16-bit
- Ginger Fish – batterie et programmation
- Zim Zum – guitariste live pour Dead to the World Tour

Additional musicians
- Sean Beavan – guitarre, guitar synthesizer (track 2), programmation, digital audio editing, ingenieur son production, mixage
- Charlie Clouser – programmation, digital audio editing
- Robin Finck – guitare additionnelle, synthé
- Drexl Jonez - guitare additionnelle
- Danny Lohner – guitare (track 10), guitare acoustique (track 15)
- Dave Ogilvie – digital audio editing, ingenieur son, production, mixage
- Trent Reznor – mellotron (track 6), guitare additionelle (track 7), guitare lead (track 9), Rhodes piano (track 16), programmation, production (sauf "Dried Up, Tied and Dead to the World", "Kinderfeld" et "Minute of Decay")
- Chris Vrenna – batterie (track 11), programmation, digital audio editing, ingenieur son, mixage

Personnel Technique
- Tom Baker – mastering (à Future Disc Systems in Hollywood)
- Sean Beavan – production (on "Dried Up, Tied and Dead to the World", "Kinderfeld" and "Minute of Decay"); mixing
- P. R. Brown –  illustration digitale, design
- David Codikow – legale
- Tony Ciulla – management
- Dean Karr – photographie
- Alex Kochan –  agent artistique
- John Malm Jr. – Nothing Records
- Brian Pollack – ingenieur son supplementaire
- Jay Sendyk – business management